# Józefówka (hromada Kozowa)
Józefówka (ukr.  Йосипівка, Josypiwka) – wieś na Ukrainie, w obwodzie tarnopolskim, w rejonie tarnopolskim.
Znajduje tu się przystanek kolejowy Józefówka, położony na linii Tarnopol – Stryj.
Dawniej przysiółek Kupczyniec, który 30 sierpnia 1902 utworzył odrębną gminę jednostkową Józefówka.